# Röntgenemissionsspektroskopie
Die Röntgenemissionsspektroskopie (zu Englisch: X-Ray Emission Spectroscopy: XES) ist ein röntgenspektroskopisches Messverfahren, bei dem das von einem Material ausgesandte (emittierte) Röntgenspektrum aufgenommen wird.
Man unterscheidet zwischen:

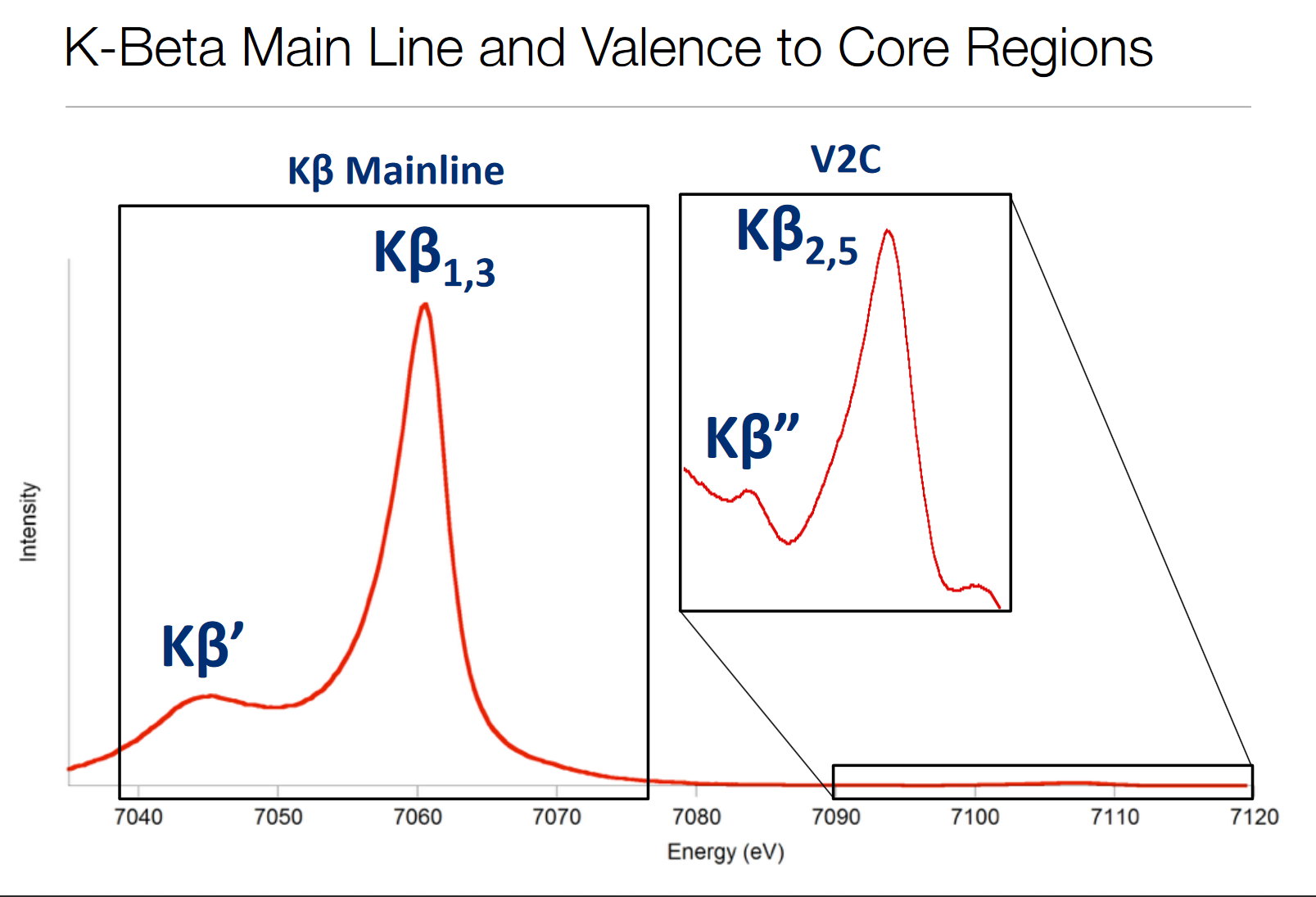
Bild 1: und V2C

- Nicht-resonanter Röntgenemissionsspektroskopie (XES)

1. {\displaystyle K_{\beta }}-Messungen
2. Valence-to-Core (VtC/V2C)-Messungen
3. ({\displaystyle K_{\alpha }})-Messungen

- Resonanter Röntgenspektroskopie (RXES oder RIXS)

1. XAS+XES 2D-Messungen
2. Hochauflösende XAS
3. 2p3d RIXS
4. Mössbauer-XES-Kombinationsmessungen

Zur Anregung werden üblicherweise Elektronen oder Röntgenphotonen ausreichender Energie benutzt, jedoch gibt es auch Röntgenquellen, die ihre charakteristische Röntgenstrahlung durch die Abbremsung von Protonen und/oder Ionen erzeugen. Bei einer Messung wird zumeist nur ein bestimmter Energiebereich entsprechend den zu beobachtenden Elektronenübergängen gewählt. Besonders aussagekräftig sind hierbei Übergänge, die den Energien der Valenzelektronen (Valence to Core, kurz VtC/V2C) entsprechen. Diese Übergänge finden sich bei Messung der {\displaystyle K_{\beta }}-Linie als kleiner Hügel auf etwas höheren Energien als der Haupt-Peak {\displaystyle K_{\beta 1,3}} (Bild 1). Aus diesem Grund sind die K-Linien auch die am häufigsten untersuchten Emissionslinien. Die genauen Elektronenübergänge sind in Bild 2 einzusehen.

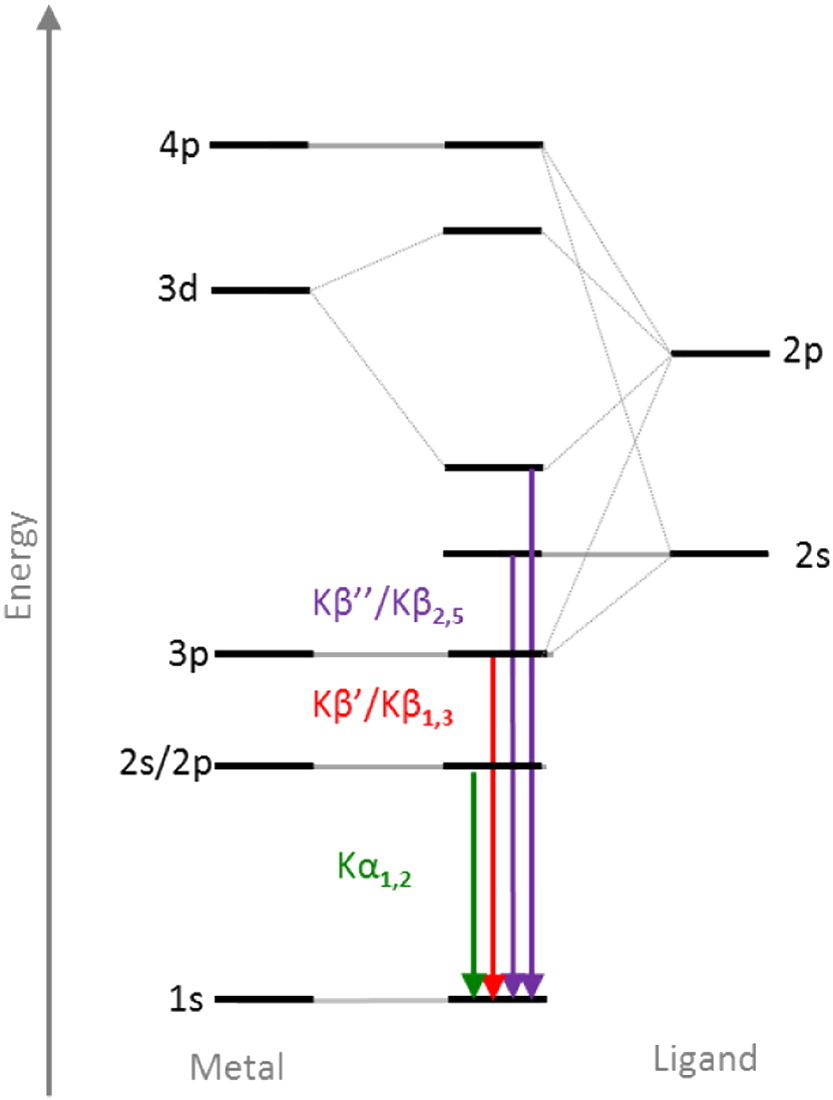
Bild 2: Energielevel-Diagramm der K-Linien emissionen

## Geschichte
Als Urvater dieses Verfahrens gilt der britische Physiker Henry Moseley, der die Beziehung zwischen der Wellenlänge {\displaystyle K_{\alpha }}-Linie im Röntgenspektrum und der Ordnungszahl (Moseleysches Gesetz) entdeckte. Später zeigte sich, dass die charakteristischen Energien der Emissionslinien der Elemente als direkte Fingerabdrücke für die Elementaranalyse genutzt werden können.
Da Röntgenstrahlung in den meisten Medien eine Brechzahl von n ≈ 1 besitzt, wird eine spezielle Optik benötigt, um Röntgenstrahlen entsprechend ihren Energien oder Wellenlängen zu beugen. William Lawrence Bragg entwickelte die hierfür gültige Bragg-Gleichung. Diese beschreibt die Muster, die bei der Beugung von Neutronen- und Röntgenstrahlen entstehen, wenn diese ein Kristallgitter passieren (Röntgenbeugung).
Die von ihm aufgestellte Formel, {\displaystyle n\lambda =2d\,\sin(\theta )}, sagt aus, dass sich ein Röntgenquant mit bestimmter Energie in einem genau definierten Winkel innerhalb eines Kristalls beugt.

## (Weiter-)Entwicklung
Normalerweise werden/wurden Emissionsmessungen mit Röntgenstrahlung nur an den Strahlengängen von Synchrotrons durchgeführt. Diese bieten viele Vorteile, allerdings ist die „Beamtime“ für Wissenschaftler meist nur sehr kurz, weshalb unabhängige Geräte mit niedrigerer Auflösung, als der an einem Synchrotron, immer weiter in Mode kommen. An diesen können die Wissenschaftler die chemische Umgebung ihrer Proben bereits vor einer „Beamtime“ hingehend untersuchen.
Viele Vollschutzgeräte basieren heute nach dem Prinzip des Rowland-Kreises (Bild 3). Dieser beschreibt einen Kreis, auf dem unter bestimmten Winkeln alle von einer Probe ausgesandten Photonen einer Energie und einer Ordnung in einem Punkt fokussiert werden können.

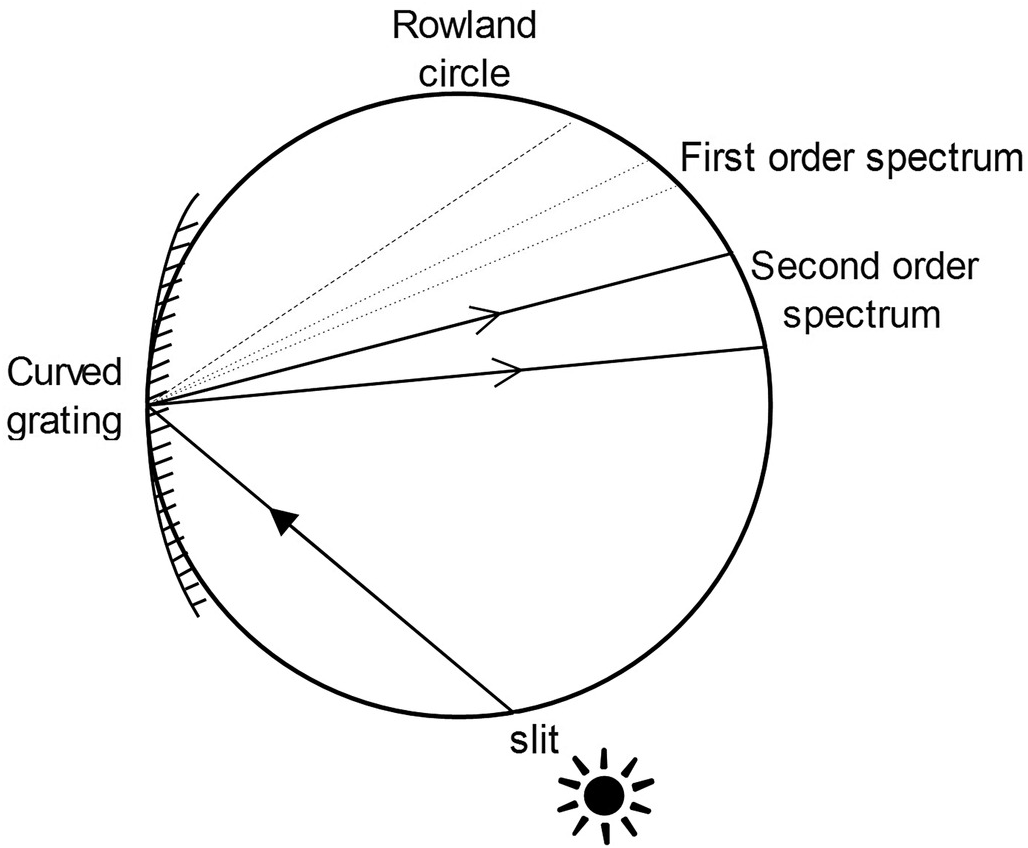
Bild 3:Typischer Rowland-Kreis aus der XES und XAS

Das Röntgenemissionsspektrum ist charakteristisch für das jeweilige angeregte Element, und im weichen Röntgenbereich kann man an der Feinstruktur die Abhängigkeit von der chemischen Umgebung des Elements erkennen. Wenn Röntgenphotonen zur Anregung benutzt werden, können in den Röntgenemissionsspektren resonante Effekte, bei Anregung nahe an Röntgenabsorptionskanten, deutlich werden, die als resonante inelastische Röntgenstreuung (zu Englisch: resonant inelastic x-ray scattering oder RIXS) bekannt sind. Im Gegensatz zu den elektronenangeregten Röntgenemissionsspektren können starke anregungsenergie-abhängige Strukturen auftreten.
Als Analyseverfahren besitzt die Röntgenemissionsspektroskopie einige Vorzüge gegenüber Elektronenspektroskopien:
- große Informationstiefe, da die Wechselwirkung von Photonen mit Materie weitaus geringer ist als von Elektronen; sogenannte begrabene Schichten können sondiert werden, und der Gebrauch von dünnen Röntgenfenstern erlaubt das Messen an Gasen und Flüssigkeiten.[4]
- hohe Selektivität der Information in den Spektren in Bezug auf Orbital- und Spin-Symmetrie sowie der chemischen Umgebung.
- die resonante inelastische Röntgenstreuung erleidet keine Verbreiterung aufgrund der Lebensdauer  der Rumpfniveau-Anregung.